# Бекленевка (Рязанская область)
Бекленевка — деревня Трепольского сельского поселения Михайловского района Рязанской области России.

## Этимология
Название «Бекленевка» происходит от фамилии или прозвища владельца.

## География
Климат
Климат умеренно континентальный, характеризующийся тёплым, но неустойчивым летом, умеренно-суровой и снежной зимой. Ветровой режим формируется под влиянием циркуляционных факторов климата и физико-географических особенностей местности. Атмосферные осадки определяются главным образом циклонической деятельностью и в течение года распределяются неравномерно.
Согласно статистике ближайшего крупного населённого пункта — г. Рязани, средняя температура января −7.0 °C (днём) / −13.7 °C (ночью), июля +24.2 °C (днём) / +13.9 °C (ночью).
Осадков около 553 мм в год, максимум летом.
Вегетационный период около 180 дней.

## История
По платежным книгам конца XVI века поселение значилось пустошью Моржовского стана, а до этого было деревней, разорённой крымскими татарами при их частых набегах на Рязанскую землю. Пустошь носила название Савинской и Бекленево.
Село было известно в XVII в.
В XIX в. было 7 помещиков.
В 1905 году село имело несколько названий: Пустошка, Савинка и Кукуй
Административная принадлежность
| Период       | Вхождение в состав                                                        |
| ------------ | ------------------------------------------------------------------------- |
| XVI век      | Моржовский стан                                                           |
| 1885 год     | Виленская волость                                                         |
| до 1924 года | Трепольская волость (Митякинской) Михайловского уезда Рязанской губернии. |
| 1924—1929    | Скопинский уезд                                                           |
| 1929—1929    | Центральнопромышленная область                                            |
| 1929—1930    | Рязанский округ                                                           |
| 1930—1937    | Московская область                                                        |
| 1937—1942    | Рязанская область                                                         |
| 1942—1946    | Московская область                                                        |
| c 1946       | Рязанская область                                                         |

## Население
| 1929 | 2010 |
| ---- | ---- |
| 425  | ↘20  |